# João de Lisboa (Schiff)
Die João de Lisboa war ein 1936 gebauter Aviso 2. Klasse der portugiesischen Marine, den sie im Kolonialdienst einsetzte. 1961 wurde sie zum Vermessungsschiff umgebaut und 1970 abgewrackt.

## Bau und technische Daten
Im 10-Jahres-Programm der portugiesischen Marine von 1930 war unter anderem die Anschaffung von sechs Avisos vorgesehen, von denen zwei auf heimischen Werften gebaut werden sollten. Den Auftrag für die beiden auch in Portugal konstruierten Schiffe erhielt das Lissabonner Marinearsenal, wo das zweite Schiff der Pedro-Nunes-Klasse noch im selben Jahr auf Kiel gelegt wurde. Der Stapellauf fand erst am 21. Mai 1936 statt, bei dem das Schiff nach dem Piloten João de Lisboa (1. Hälfte 15. Jh.–1526) getauft wurde. Im August 1937 erfolgte die Indienststellung durch die Marine.
Ihre Länge betrug 71,42 Meter, sie war 9,98 Meter breit und hatte einen Tiefgang von 2,84 Metern. Die Konstruktionsverdrängung betrug 1017 Tonnen, die maximale 1217 Tonnen. Der Antrieb bestand aus zwei MAN-Schiffsdieselmotoren, die 2400 PS erzielten und auf zwei Schrauben wirkten. Damit erreichte sie eine Höchstgeschwindigkeit von 16,0 Knoten und verfügte bei 10 Knoten über eine Reichweite von 6000 Seemeilen. Als Bewaffnung trug sie zwei einzelne 120-mm-Geschütze und vier einzelne 40-mm-Vickers-Flak sowie zwei Abwurfschienen für Wasserbomben. In den 1940er Jahren wurden die vier 40-mm-Flak- durch vier 20-mm-Flak ersetzt. Die Besatzungsstärke betrug 138 Offiziere und Mannschaften.

## Geschichte
Ab 1937 setzte die Marine die João de Lisboa für Einsätze in den portugiesischen Überseegebieten ein. Sie begann mit der Fahrt zu den afrikanischen Kolonien, um Präsenz in den dortigen Stationen zu zeigen und klassische Kolonialaufgaben zu übernehmen. Darüber hinaus führten die Aufträge mehrfach bis nach Ostasien. Im Zweiten Weltkrieg befand sich der Aviso ebenfalls in den Kolonien: Im März 1941 ist sie in angolanischen Lobito und im mosambikanischen Lourenço Marques. Im Mai 1942 befand sie sich in Macau und kehrte über den Pazifik nach Lissabon zurück. Dies war nach der Weltumsegelung der São Gabriel von 1909 bis 1911 die zweite Weltumsegelung eines portugiesischen Marineschiffes.
Nach dem Zweiten Weltkrieg wurde die João de Lisboa als Fregatte klassifiziert und erhielt zusätzlich die Kennung F477. Sie diente in allen portugiesischen Überseegebieten, deren längste Fahrt von 1954 bis 1960 dauerte. 1961 befand sich die João de Lisboa in Portugiesisch-Indien, bevor indische Streitkräfte die Besitzungen Goa sowie in Daman und Diu im Dezember 1961 angriffen. In Goa wurde die lediglich die Afonso de Albuquerque in Kämpfe verwickelt (und zerstört), die João de Lisboa war nicht involviert, da sie bereits zuvor nach Portugal zurückgekehrt war.
1961 wurde die João de Lisboa zum Vermessungsschiff umgebaut und erhielt ohne Namensänderung die Kennung A 5200. Noch im gleichen Jahr nahm das Schiff die Vermessungsarbeiten auf, die sie bis 1963 an der portugiesischen Festlandküste, auf Madeira und den Azoren durchführte. Bis 1966 war sie an Arbeiten beteiligt, bei denen Seewege zwischen dem Cabo de São Vicente und dem Guadiana sowie von Küstenrouten vermessen wurden sowie für Studien zur Planung von Leuchttürmen entlang der Küste und Leuchtfeuern einzelner Häfen. 1966 wurde die João de Lisboa schließlich außer Dienst gestellt und durch die Afonso de Albuquerque ersetzt.
Anschließend wurde das Schiff an die Empresa de Tráfego e Estiva in Lissabon verkauft, die es zum Leichter für den Einsatz auf dem Tejo umbauen ließ. 1989 wurde das Schiff schließlich in Alhos Vedros abgewrackt.